# Али, Нур
Нур Али (англ. Nur B. Ali, родился 12 октября 1974 в Карачи) - первый пакистанский кольцевой автогонщик.

## Спортивные достижения
- 1998 - начало карьеры.
- 2001-2002 - двукратный победитель юго-западной Формулы Мазда.
- 2003 - тест-пилот серии Infiniti Pro.
- 2005—2007 - гонщик Пакистанской национальной команды (Super Nova Racing) в сезонах 2005—2006 и 2006—2007 гонок А1.